# Dorfkirche Buchhain

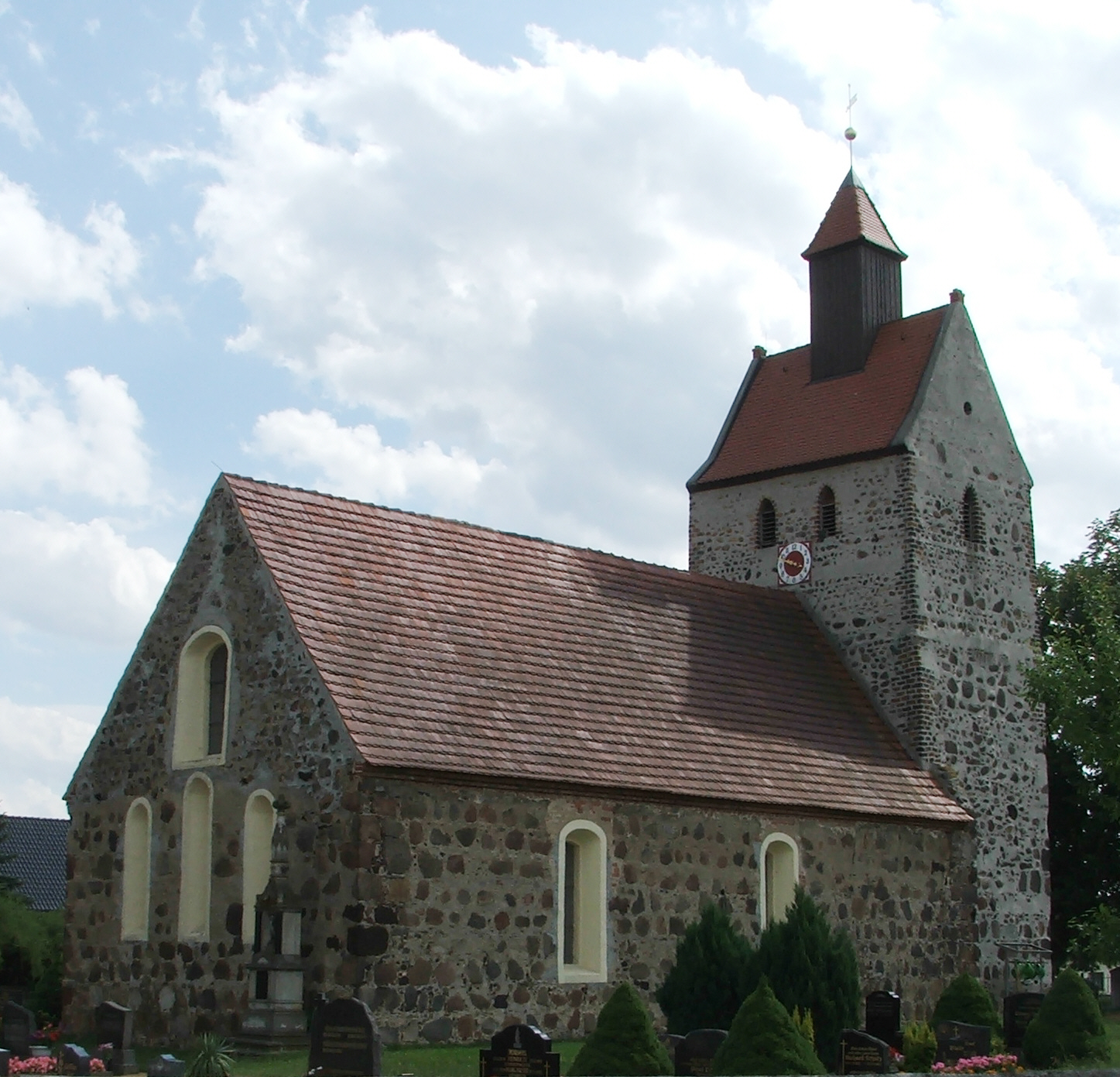
Dorfkirche Buchhain

Die evangelische, denkmalgeschützte Dorfkirche Buchhain steht in Buchhain, einem Ortsteil der Stadt Doberlug-Kirchhain im Landkreis Elbe-Elster in Brandenburg. Die Kirchengemeinde gehört zum Pfarrsprengel Buchhain in der Region Doberlug im Kirchenkreis Niederlausitz der Evangelischen Kirche Berlin-Brandenburg-schlesische Oberlausitz.

## Beschreibung

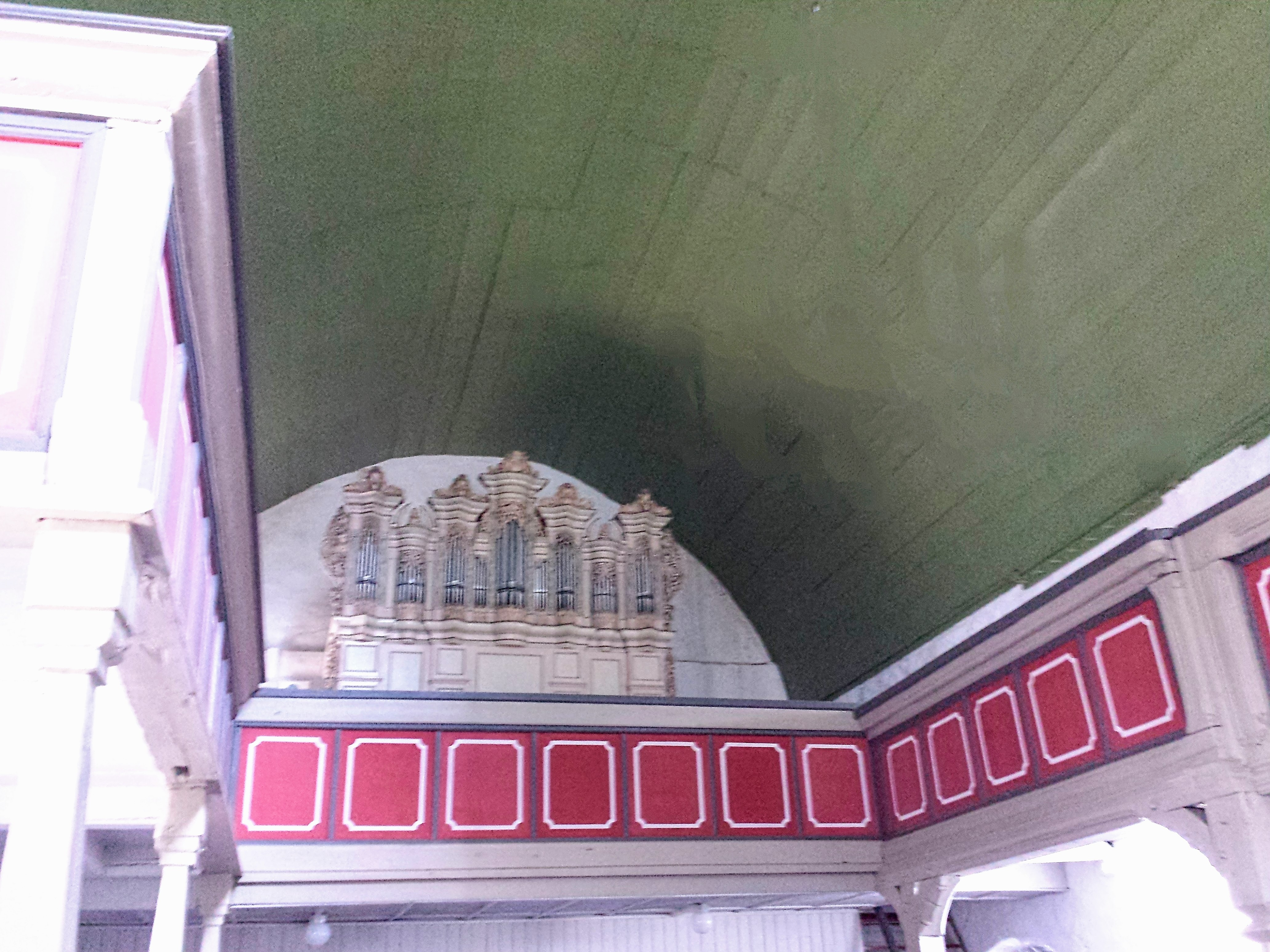
Heinze-Orgel im Barockgehäuse

Das mit einem Satteldach bedeckte Langhaus der Saalkirche aus Feldsteinen wurde im Kern um 1300 erbaut. Der eingezogene, querrechteckige Kirchturm wurde unter Einbeziehung der Westwand des Langhauses in spätgotischer Zeit angefügt. Er ist quer mit einem Satteldach bedeckt, aus dem sich ein quadratischer, hölzerner Dachreiter erhebt, auf dem ein Pyramidendach sitzt. Das oberste Geschoss beherbergt die Turmuhr und den Glockenstuhl. 
Der Innenraum des Langhauses, der Emporen an drei Seiten hat, ist mit einem hölzernen Tonnengewölbe überspannt, das 1977 restauriert wurde. Zur Kirchenausstattung gehört ein Kanzelaltar von 1785. 
Die Orgel mit zehn Registern, verteilt auf zwei Manuale und Pedal, wurde 1905/06 von Gustav Heinze hinter den Prospekt der Vorgängerorgel von Thomas Model aus dem Jahr 1702 gebaut.